# Thesium foliosum
Thesium foliosum är en sandelträdsväxtart som beskrevs av A. Dc.. Thesium foliosum ingår i släktet spindelörter, och familjen sandelträdsväxter. Inga underarter finns listade i Catalogue of Life.